# Chactas koepckei
Espèce
Chactas koepckei est une espèce de scorpions de la famille des Chactidae.

## Distribution
Cette espèce est endémique du Pérou. Elle se rencontre dans les régions de Pasco et d'Ucayali.

## Étymologie
Cette espèce est nommée en l'honneur d'Hans-Wilhelm Koepcke.

## Publication originale
- Lourenço & Dastych, 2001 : A contribution to the scorpion fauna of Peru, with a description of Chactas koepckei sp. nov. (Arachnida: Scorpiones). Mitteilungen aus dem Hamburgischen Zoologischen Museum und Institut, vol. 98, p. 51–62.